# Рожнятівський район
Рожня́тівський райо́н — колишній район України на заході Івано-Франківської області у Карпатському передгір'ї та гірській частині Карпат. Населення становить 73 511 осіб (на 1 серпня 2013). Площа району 1300 км². Утворено 1940 року.

## Географія

### Розташування
Рожнятівський район розташований у південно-західній частині області, у басейні річки Лімниця та її приток. Межує з Долинським, Калуським та Богородчанським районами Івано-Франківської області. По гірському хребту південно-західної сторони — із Закарпатською областю.
Територія району становить 1,3 тис.км². Районний центр Рожнятів розташований за 7 км від залізничної станції, магістралі Стрий—Івано-Франківськ і за 54 км від обласного центру.

### Рельєф
Більшу частину території району займають гори, які на північ від лінії, що проходить через населені пункти Верхній Струтин—Князівка—Дуба—Перегінське, переходять в Передкарпатську горбисту рівнину.
Межею Рожнятівщини з півдня є Великий Вододільний хребет, який розділяє басейни приток Тиси і Дунаю в Закарпатті та Дністра на території Центральних Горган. У минулому по цьому хребту проходив державний кордон Польщі та Чехословаччини.
Гірські масиви району відносяться до центральних Горган, кам'янистих, найбільш заліснених і найменш освоєних гірських районів Українських Карпат. Тут розташована найвища вершина українських Горган — гора Велика Сивуля (1836 м).

### Клімат
Кліматичні умови сприятливі для розвитку туризму. Клімат помірно континентальний. У рівнинній частині літо тепле (середня температура липня +16 … +19 °C, взимку −3 … — 6 °C, опадів у середньому випадає близько 800 мм). У гірській частині клімат різноманітніший, зима прохолодніша, опадів близько 1300 мм.

### Гідрологія

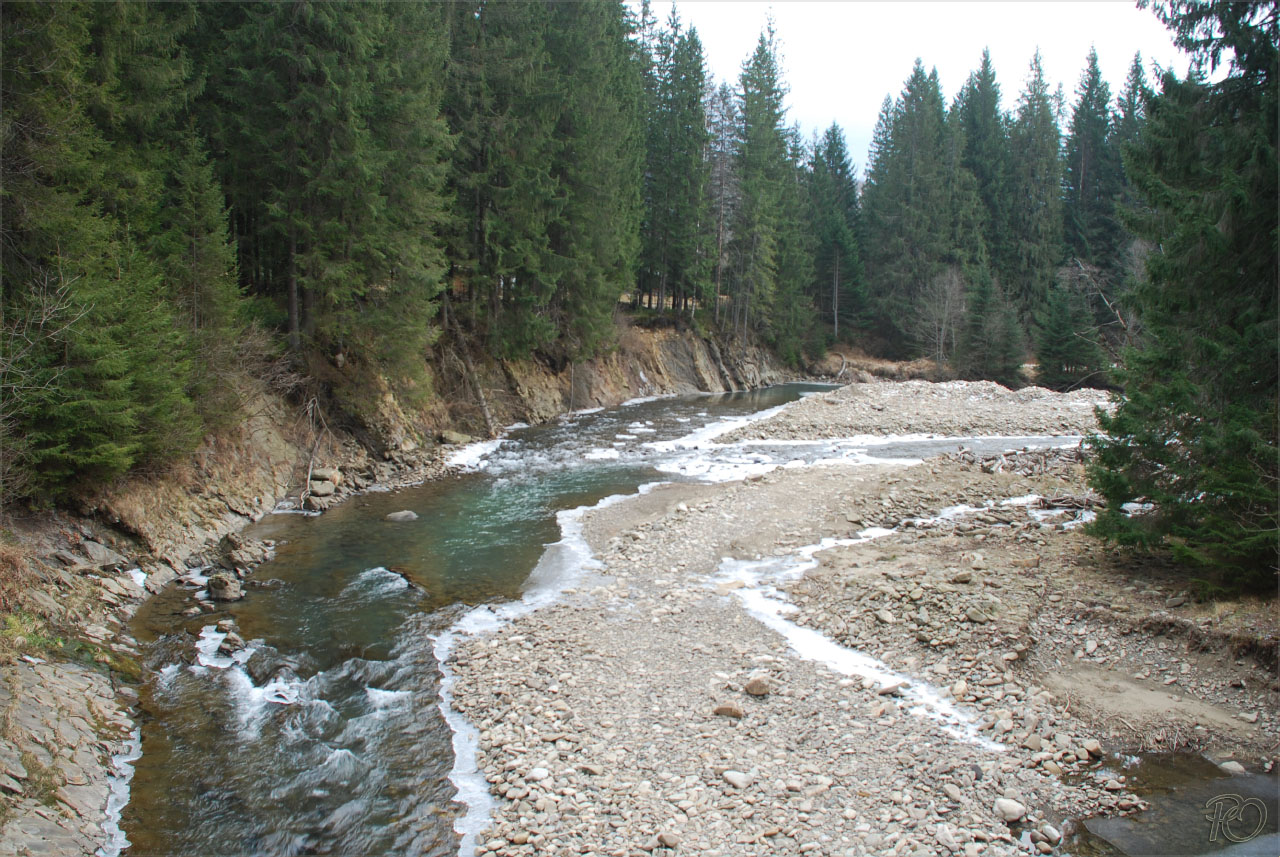
Лімниця

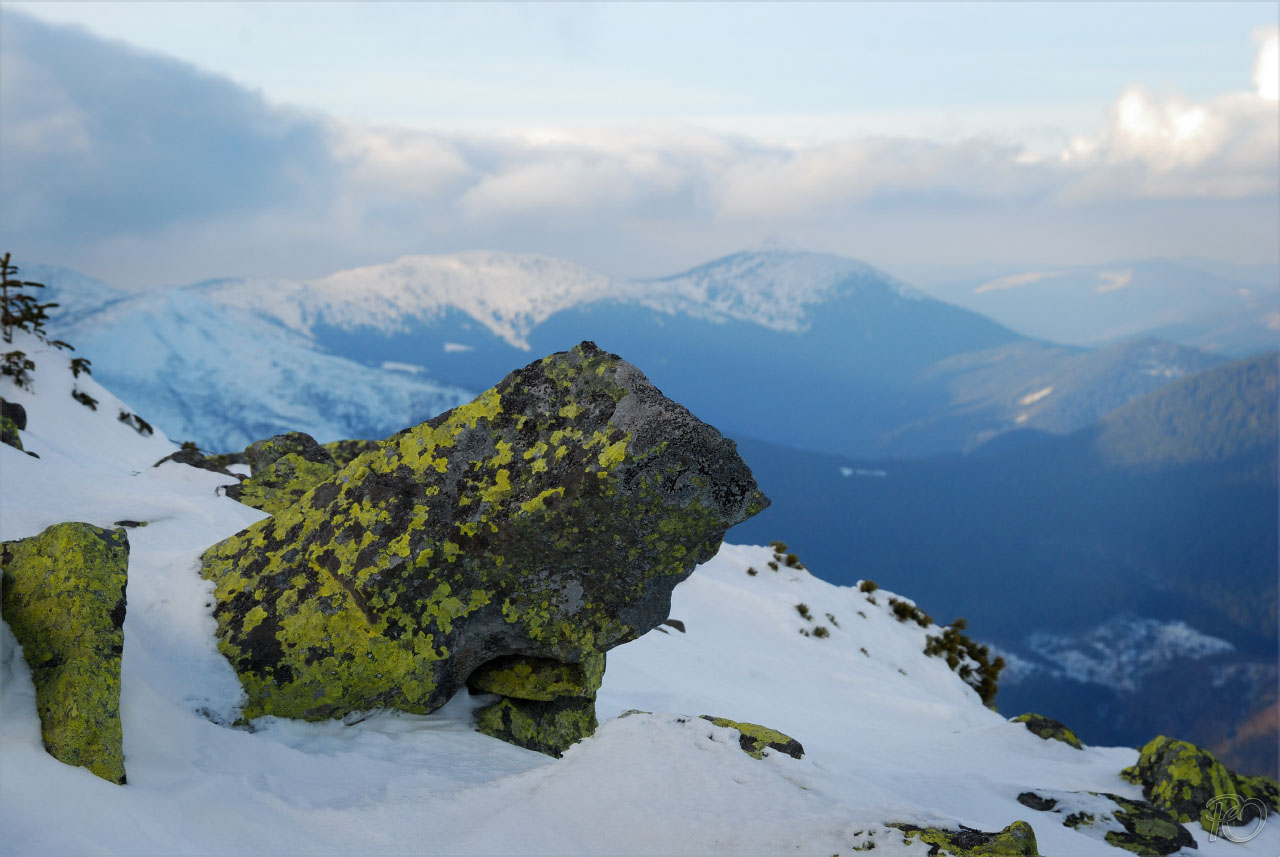
Ґрофа

За міжнародними оцінками, Лімниця вважається найчистішою річкою Європи. Її витік знаходиться на північному схилі гори Буштов, на кордонні із Закарпаттям, на висоті 1150 м над рівнем моря. Довжина Лімниці — 122 км, з яких 85 км вона протікає територією Рожнятівщини.

### Флора та фауна
Ліси, у яких багато суниці, чорниці, малини, ожини, брусниці, грибів, займають більше 2/3 території.
Тут розміщено 27 природозаповідних об'єктів, найвідомішими з яких є ботанічний заказник «Яйківський», де охороняється кедрова сосна, урочище Сокіл, гідрологічний заказник «Турова Дача» та ін.

### Природно-заповідний фонд
- Ботанічні заказники:

Конвалія, Яйківський (загальнодержавного значення).
- Гідрологічні заказники:

Турова Дача (загальнодержавного значення).
- Ландшафтні заказники:

Ґрофа (загальнодержавного значення), Ріка Лімниця з водоохоронною смугою вздовж берегів шириною 100 м.
- Заповідні урочища:

Аршиця, Береги, Григітлива, Гуки, Козарка-Нова, Котелець, Липівка-Дубшара, Лопушна, Лужки-1, Лужки-2, Магура, Мшана, Нягра, Сивуля, Слобушниця, Чута, Яла.
- Ботанічні пам'ятки природи:

Ведмежі дуби, Кораловий корінь, Котови, Урочище Сокіл (загальнодержавного значення).
- Гідрологічні пам'ятки природи:

Болото Лютошари, Болото Мшана (загальнодержавного значення), Верхове болото, Гірське озеро Росохан.

## Історія
Рожнятівський район утворено 17 січня 1940 року з містечка Рожнятів і ґмін Перегінськ, Рипне і Спас Долинського повіту.
Указом Президії Верховної Ради УРСР 23 жовтня 1940 р. передано з Долинського району Сваричівську сільську раду.
Указом Президії Верховної Ради УРСР 19 листопада 1940 р. з Рожнятівського району передано до Новичанського району Перегінську селищну та Решнятівську і Вільхівську сільські ради (тобто, всю територію колишньої ґміни Перегінськ).
10 лютого 1946 року радянською владою проводились вибори до Верховної Ради СРСР. Оскільки населення їх ігнорувало, комуністи фальсифікували результати.
У 1959 р. до Рожнятівського району приєднано південну половину ліквідованого Перегінського району.

## Діяльність ОУН і УПА
На території району діяла районна організація ОУН, очолювана районним проводом ОУН, який підпорядковувався Долинському повітовому (з листопада 1944 р. — надрайонному) проводу ОУН, а з травня-червня 1948 р. — Калуському надрайонному проводу ОУН.
За даними облуправління МГБ у 1949 р. в Рожнятівському районі підпілля ОУН найактивнішим було в селах Сваричів, Нижній Струтинь і Цінева.

### Історія Рожнятова
Рожнятів (Рожнітів, пол. Rozniatow) — селище міського типу, центр Рожнятівського району Івано-Франківської області України. Знаходиться біля підніжжя Ґорґанів, в долині річки Дуби поблизу річки Лімниці. Населення близько 4000 (3100 у 1970 р.).
Рожнятів відомий з 12 століття. Перше поселення виникло в долині річки Дуби як невеличка осада, яка називалася Старим селом. Ця назва збереглася за частиною селища і дотепер. Поселення будувалось в густих лісах, і працьовитим селянам доводилось докладати багато зусиль, щоб обробити клаптики землі. Але основним заняттям жителів було скотарство. На початку XV століття в Рожнятові виріс добре укріплений замок.
За декретом від 14 листопада 1785 року, згідно з Магдебурським правом, Рожнятів отримав статус міста. Це пожвавило торгівлю, розвиток ремесла. В місті функціонувало кілька підприємств, броварня, цегельня, водяний млин.
У 1910 р. у Рожнятові було 3,6 тис. мешканців. З них 38 % греко-католиків, 19,9 % римо-католиків, 42,1 % юдеїв. З 1940 у складі УРСР.

## Адміністративний устрій
Адміністративно-територіально район поділяється на 3 селишні ради та 28 сільських рад, які об'єднують 51 населений пункт та підпорядковані Рожнятівській районній раді. Адміністративний центр — смт Рожнятів.

### Населені пункти
За адміністративним поділом район має 3 селища міського типу (Брошнів-Осада, Перегінське, та Рожнятів), 48 сільських населених пунктів. 30 сіл району та смт Перегінське мають статус гірської зони.

## Економіка
Промисловий комплекс району налічує 18 промислових підприємств. Найбільшу питому вагу займають лісова і деревообробна — це 31,2 %. Понад 90 % створених на базі колишніх державних підприємств акціонерних товариств трансформовані у приватні чи спільні з іноземними інвестиціями підприємства, або господарські товариства із невеликим числом співвласників.
Аграпромисловий комплекс району об'єднує підприємства різних форм власності. Розвивається фермерське господарство. В районі працює 14 фермерів, які обробляють 85,4 га. ріллі. На одне господарство припадає 6,1 га. ріллі. В сільськогосподарському виробництві з кожним роком збільшується частка приватного сектора.
Найвищу долю питомої ваги по видах діяльності суб'єктів малого підприємництва займаються підприємства, що зайняті у сфері торгівлі та громадського харчування — 41 або 25,9 % від діючих підприємств, промисловості — 39, або відповідно 24,7 %, ведення лісового господарства 22 %.

### Туризм
Територія площею 130,5 тис. гектарів, з яких 80 тисяч гектарів — ліси і гори, що відносяться до Центральних Горганів — нині найменш освоєні гірські райони Українських Карпат. Тут бере свій початок одна з найчистіших річок Європи — Лімниця. Є також маловідомі широкому загалові цікаві туристичні об'єкти: водоспад Підгуркало (с. Ріпне), Ілемнянський водоспад (с. Ілемня), водоспади Скрунтар і Чуриків в с. Закерничне, Павлівський Камінь, водоспад Гуркало Ілемське на р. Ілемка, водоспади Казарка та Нова Казарка біля с. Липовиця, Ріпненський Камінь та інші.
Цікавий для туристів Рожнятівський район й своїми історичними пам'ятками (архітектурними), краєзнавчими: до наших днів збереглися (в реконструйованому вигляді) — замок польського магната Скарбка (XIV ст.), доменна піч в урочищі Ангелів, збудована в 1810 році А. Ангеловичем, заново відбудована в урочищі Підлюте «Кедрова палата» — відома з поч. ХХ ст. як курорт-резиденція Митрополита Андрея Шептицького. Також на території району функціонує пластовий табір — музей «Сокіл», який був заснований в 1926 р. (знаходиться поруч с. Гриньків).
Багатою експозицією володіє народний історико-краєзнавчий музей культури та побуту Бойківщини в с. Цінева. Хрест «в пам'ять святої тверезості» (1874 р.) й дони ні зберігся в с. Ясень. В цьому населеному пункті функціонує хата-музей Івана Вагилевича — члена «Руської трійці», одного з авторів «Русалки Дністрової». Письменникові землякові — на знак поваги і шани — вдячні горяни встановили пам'ятник. Про важкі часи галичан, які поклали початок масової еміграції бойків до Канади, нагадує пам'ятний знак першим заробітчанам — емігрантам — Василю Ілиняку та Івану Пилипіву, — встановлений з нагоди 100-річчя від цієї події в с. Небилів.

## Населення
Розподіл населення за віком та статтю (2001):
| Стать | Всього | До 15 років | 15-24 | 25-44  | 45-64 | 65-85 | Понад 85 |
| --- | ------ | ----------- | ----- | ------ | ----- | ----- | -------- |
| Чоловіки | 36 201 | 8363        | 5334  | 11 350 | 7099  | 3895  | 160      |
| Жінки | 39 395 | 7946        | 5063  | 10 599 | 8404  | 6886  | 497      |
| \| Статево-вікова піраміда \| Статево-вікова піраміда \| Статево-вікова піраміда \| \| ----------------------- \| ----------------------- \| ----------------------- \| \| Чоловіки \| Вік \| Жінки \| \| 160 \| 85 + \| 497 \| \| 248 \| 80-84 \| 637 \| \| 632 \| 75-79 \| 1389 \| \| 1362 \| 70-74 \| 2307 \| \| 1653 \| 65-69 \| 2553 \| \| 1682 \| 60-64 \| 2390 \| \| 1428 \| 55-59 \| 1834 \| \| 1752 \| 50-54 \| 2007 \| \| 2237 \| 45-49 \| 2173 \| \| 2903 \| 40-44 \| 2842 \| \| 2836 \| 35-39 \| 2605 \| \| 2897 \| 30-34 \| 2573 \| \| 2714 \| 25-29 \| 2579 \| \| 2638 \| 20-24 \| 2479 \| \| 2696 \| 15-20 \| 2584 \| \| 3241 \| 10-14 \| 3089 \| \| 2806 \| 5-9 \| 2690 \| \| 2316 \| 0-4 \| 2167 \| |        |             |       |        |       |       |          |
| Статево-вікова піраміда |        |             |       |        |       |       |          |
| Чоловіки | Вік    | Жінки       |       |        |       |       |          |
| 160 | 85 +   | 497         |       |        |       |       |          |
| 248 | 80-84  | 637         |       |        |       |       |          |
| 632 | 75-79  | 1389        |       |        |       |       |          |
| 1362 | 70-74  | 2307        |       |        |       |       |          |
| 1653 | 65-69  | 2553        |       |        |       |       |          |
| 1682 | 60-64  | 2390        |       |        |       |       |          |
| 1428 | 55-59  | 1834        |       |        |       |       |          |
| 1752 | 50-54  | 2007        |       |        |       |       |          |
| 2237 | 45-49  | 2173        |       |        |       |       |          |
| 2903 | 40-44  | 2842        |       |        |       |       |          |
| 2836 | 35-39  | 2605        |       |        |       |       |          |
| 2897 | 30-34  | 2573        |       |        |       |       |          |
| 2714 | 25-29  | 2579        |       |        |       |       |          |
| 2638 | 20-24  | 2479        |       |        |       |       |          |
| 2696 | 15-20  | 2584        |       |        |       |       |          |
| 3241 | 10-14  | 3089        |       |        |       |       |          |
| 2806 | 5-9    | 2690        |       |        |       |       |          |
| 2316 | 0-4    | 2167        |       |        |       |       |          |

Національний склад населення за даними перепису 2001 року:
| Національність | Кількість осіб | Відсоток |
| -------------- | -------------- | -------- |
| українці       | 75225          | 99,51 %  |
| росіяни        | 266            | 0,35 %   |
| білоруси       | 27             | 0,04 %   |
| молдовани      | 17             | 0,02 %   |
| поляки         | 15             | 0,02 %   |
| інші           | 48             | 0,06 %   |

Мовний склад населення за даними перепису 2001 року:
| Мова       | Кількість осіб | Відсоток |
| ---------- | -------------- | -------- |
| українська | 75303          | 99,61 %  |
| російська  | 251            | 0,33 %   |
| молдовська | 13             | 0,02 %   |
| білоруська | 12             | 0,02 %   |
| інші       | 19             | 0,03 %   |

## Політика
25 травня 2014 року відбулися Президентські вибори України. У межах Рожнятівського району було створено 52 виборчі дільниці. Явка на виборах складала — 77,21 % (проголосували 44 533 із 57 678 виборців). Найбільшу кількість голосів отримав Петро Порошенко — 67,29 % (29 966 виборців); Юлія Тимошенко — 12,71 % (5 661 виборців), Олег Ляшко — 9,42 % (4 194 виборців), Анатолій Гриценко — 4,85 % (2 162 виборців). Решта кандидатів набрали меншу кількість голосів. Кількість недійсних або зіпсованих бюлетенів — 0,61 %.

## Культура

### Бібліотека
Рожнятівська центральна районна бібліотека — культурно-просвітницька установа, центр інформаційного та бібліотечно-бібліографічного обслуговування читачів району, виконує функції організаційно-методичного та координаційного центру для 44 бібліотек-філіалів. Співпрацює з бібліотеками інших систем і відомств, громадськими організаціями, підприємствами та установами району. Щорічно бібліотека видає близько 55 тис. документів. У 1951 році в штат районної бібліотеки було введено посаду завідувача читальним залом. Рибчак Марія Василівна (9 травня 1954) — директор бібліотеки, заслужений працівник культури України, лауреат обласної премії імені Марійки Підгірянки.

## Пам'ятки
У Рожнятівському районі Івано-Франківської області на обліку перебуває 37 пам'яток архітектури.

## Персоналії

### Народилися
- Вагилевич Іван Миколайович — (*2 вересня 1811, с. Ясень — †10 червня 1866) — священик УГКЦ, український поет, філолог, фольклорист, етнограф, громадський діяч; член «Руської трійці».
- Остапов Василь Дмитрович — (* 11 березня 1950 — †8 березня 2009) — український прозаїк, драматург, публіцист. Член Національної спілки письменників України (2001—2009).

### Померли
- Линда Остап (псевдо: Ярема; 17 березня 1913, с. Наконечне Перше, Яворівський район, Львівська область — † 24 листопада 1944, біля с. Красне, Рожнятівський район) — 1-й командир військової округи УПА ВО-2 «Буг» (12.1943 — 06.1944).
- Сидор Василь Дмитрович (24 лютого 1910  — †14 квітня 1949, с. Ясень) — полковник УПА, командир УПА-Захід. Загинув поблизу села в бою із загоном НКВС.

## Галерея

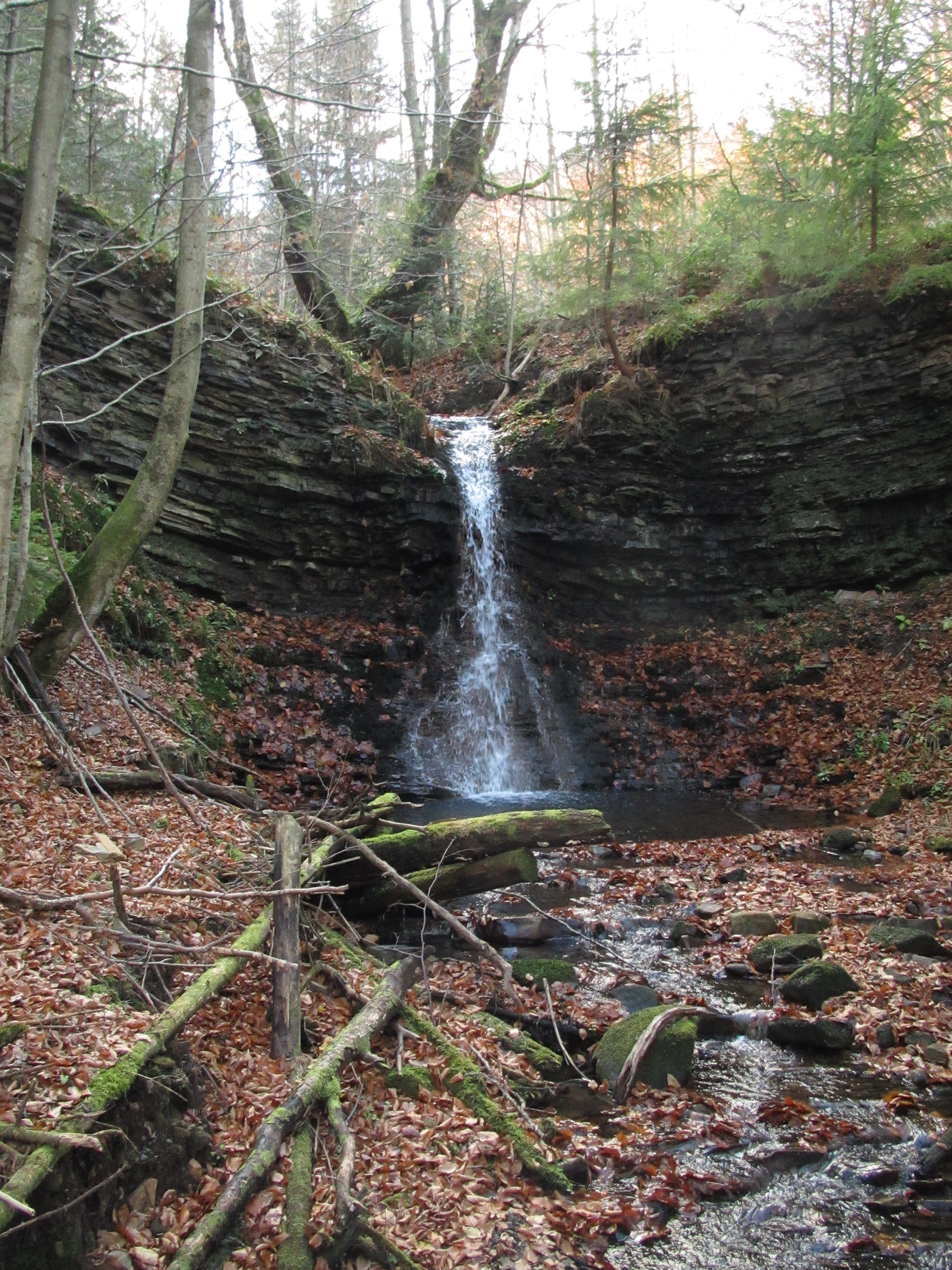
Водоспад Підгуркало
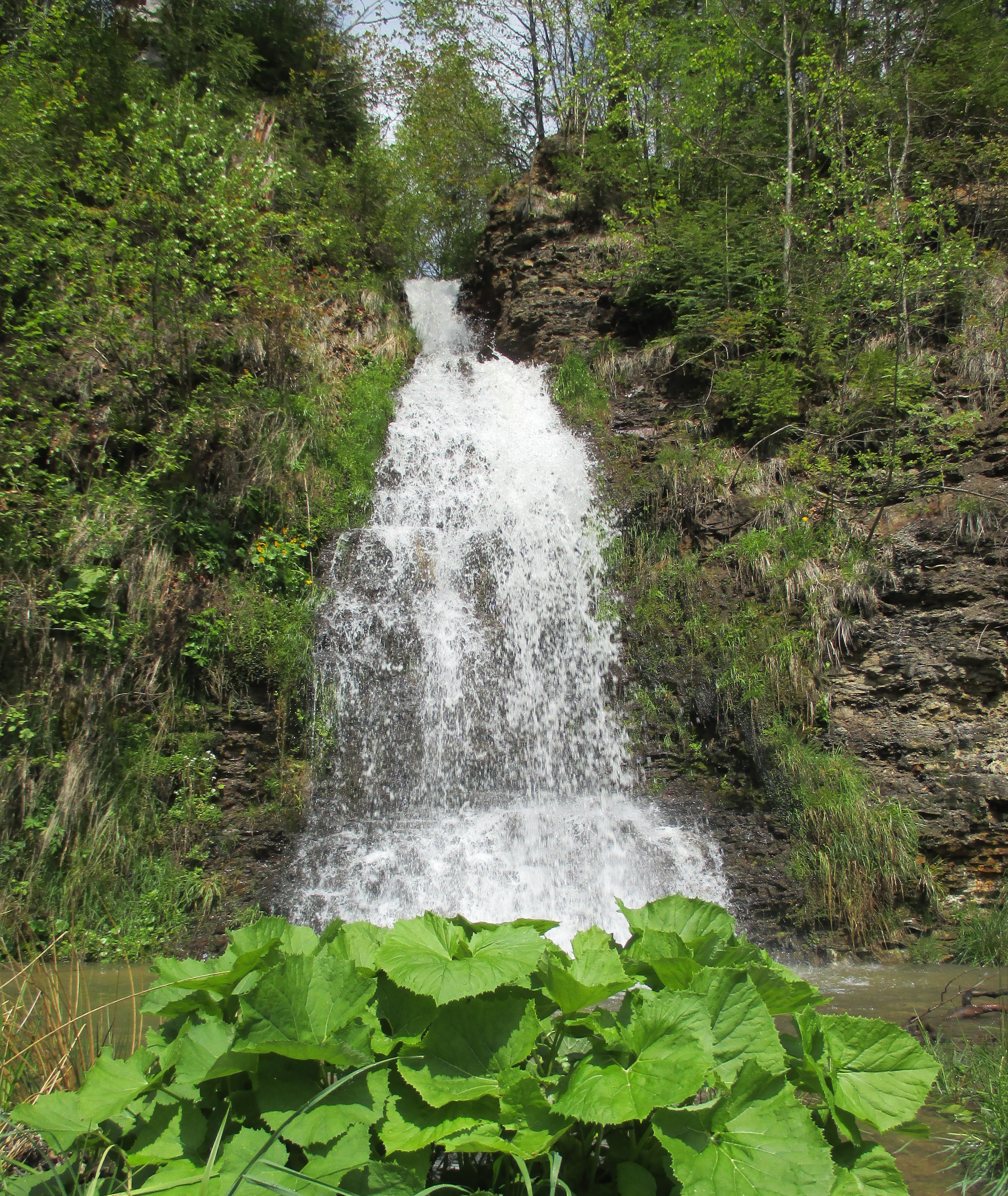
Ілемнянський водоспад
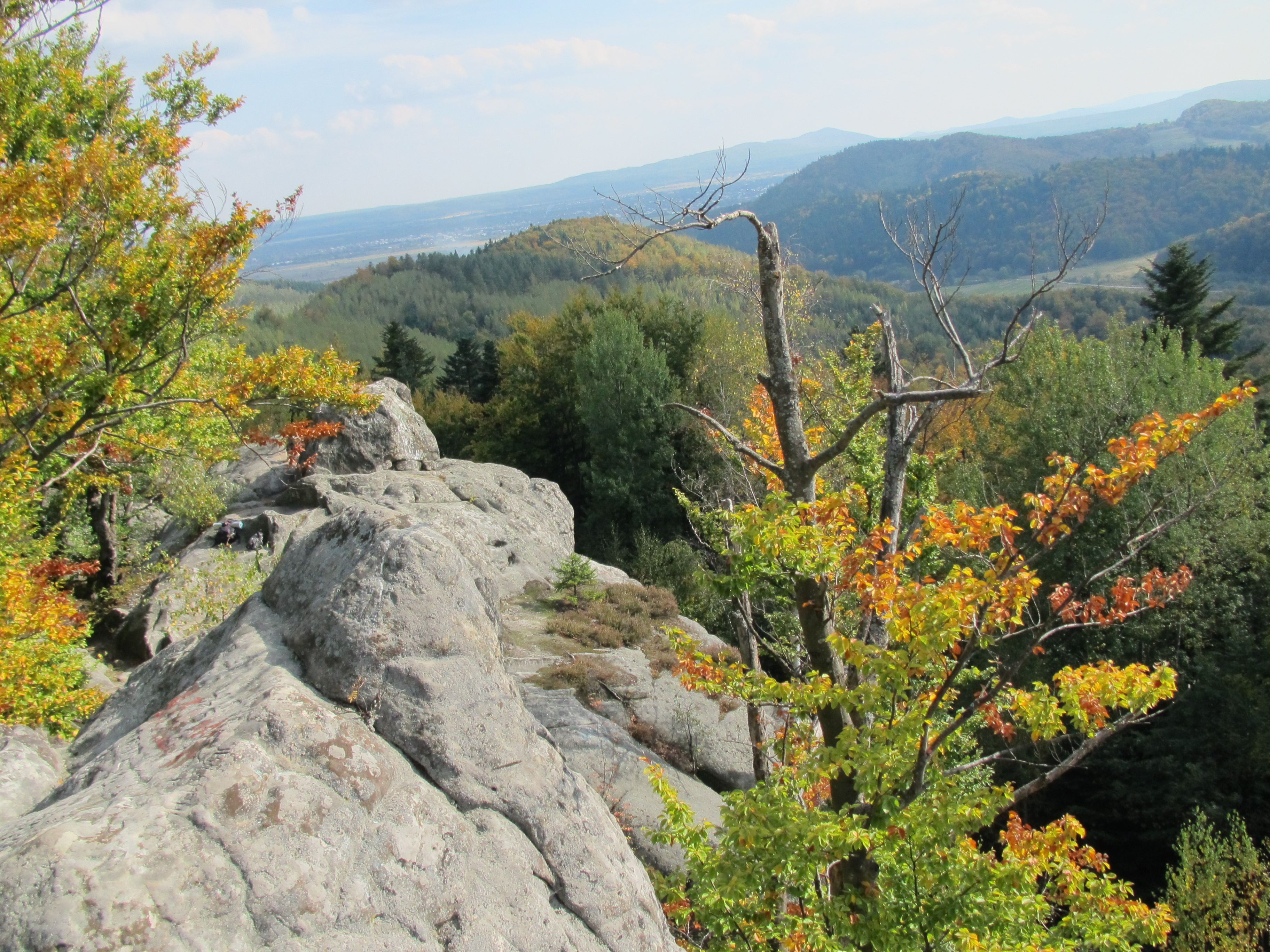
Павлівський Камінь
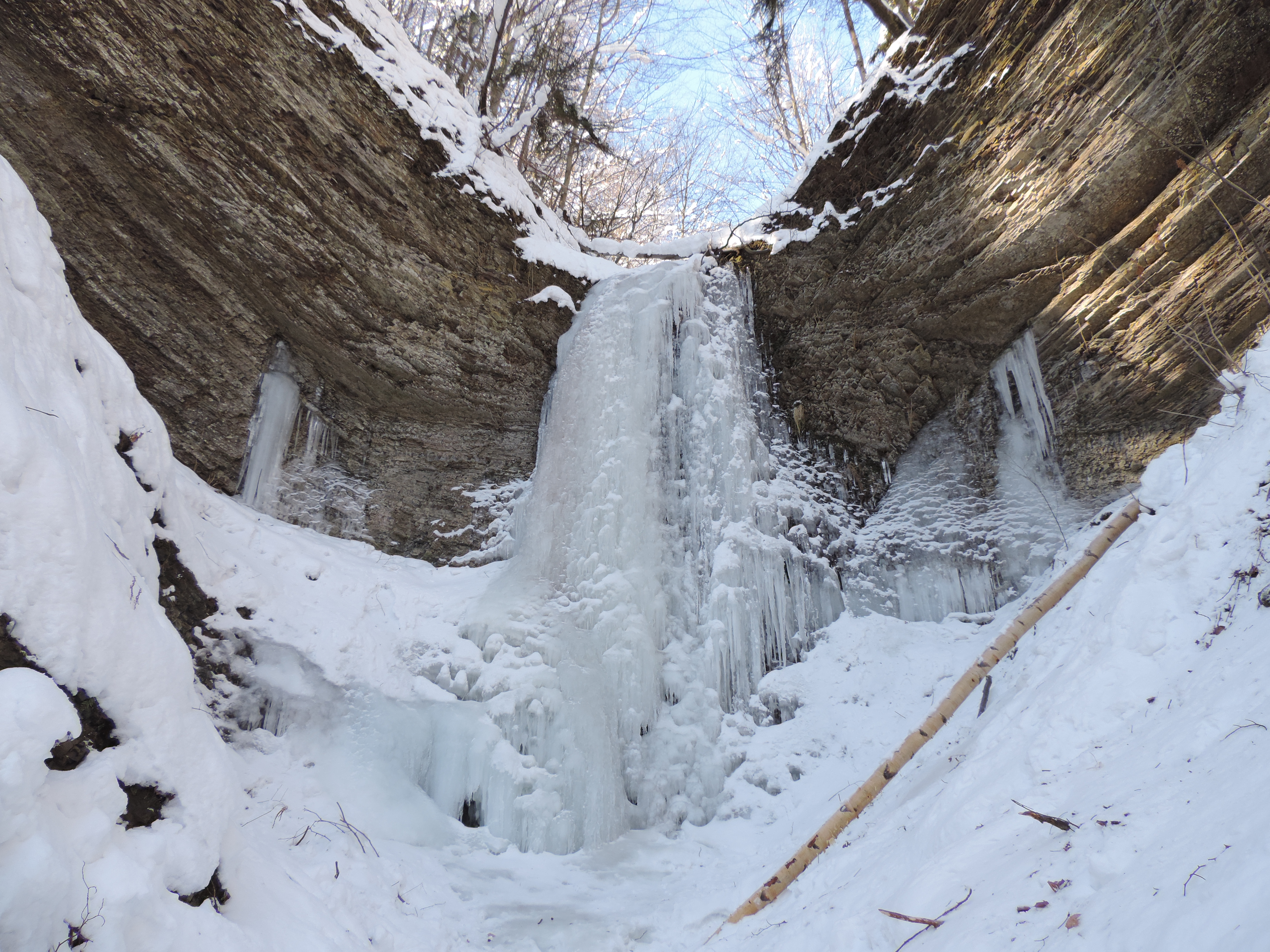
Водоспад Скрунтар
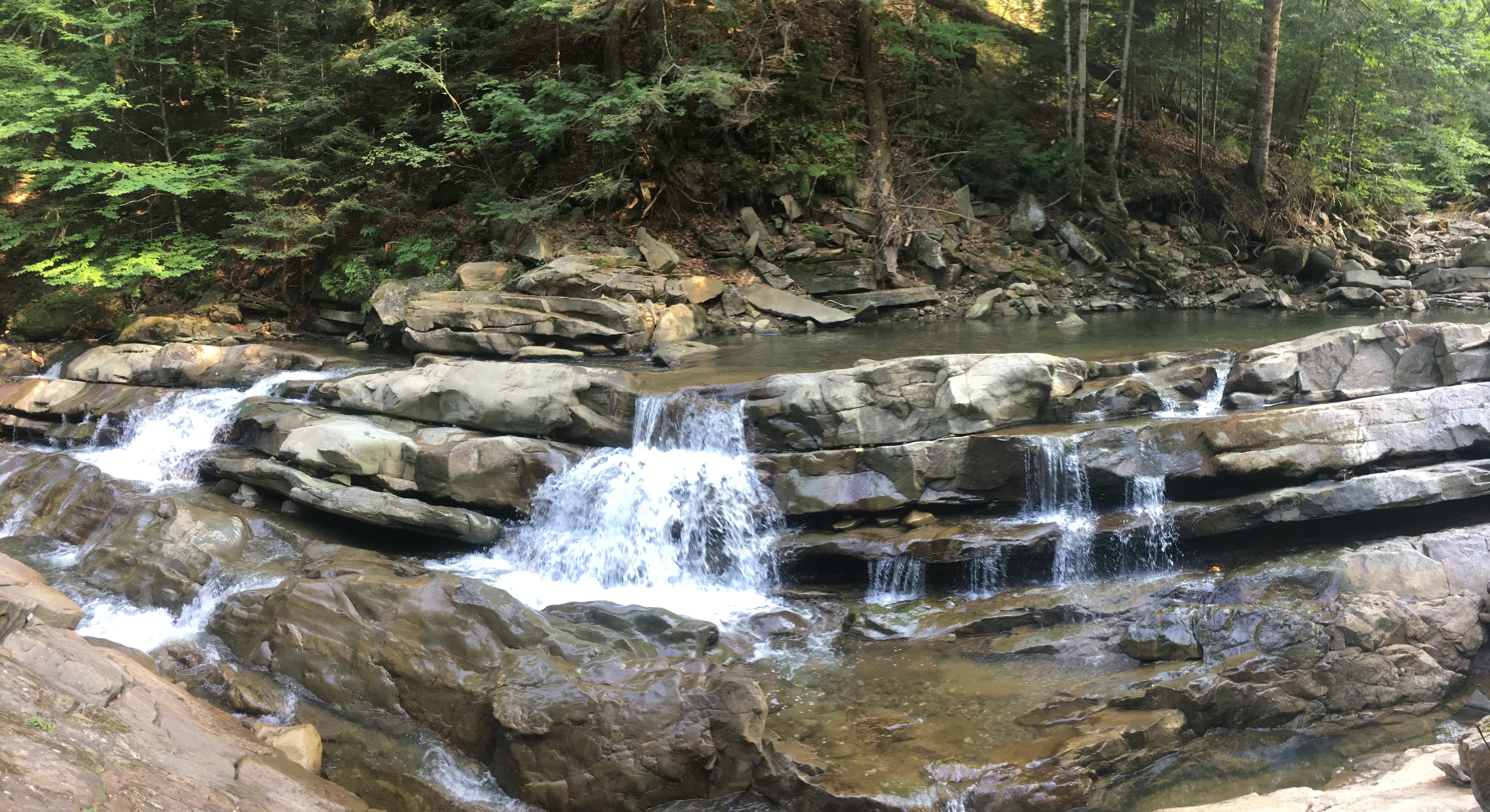
Водоспад Гуркало Ілемське
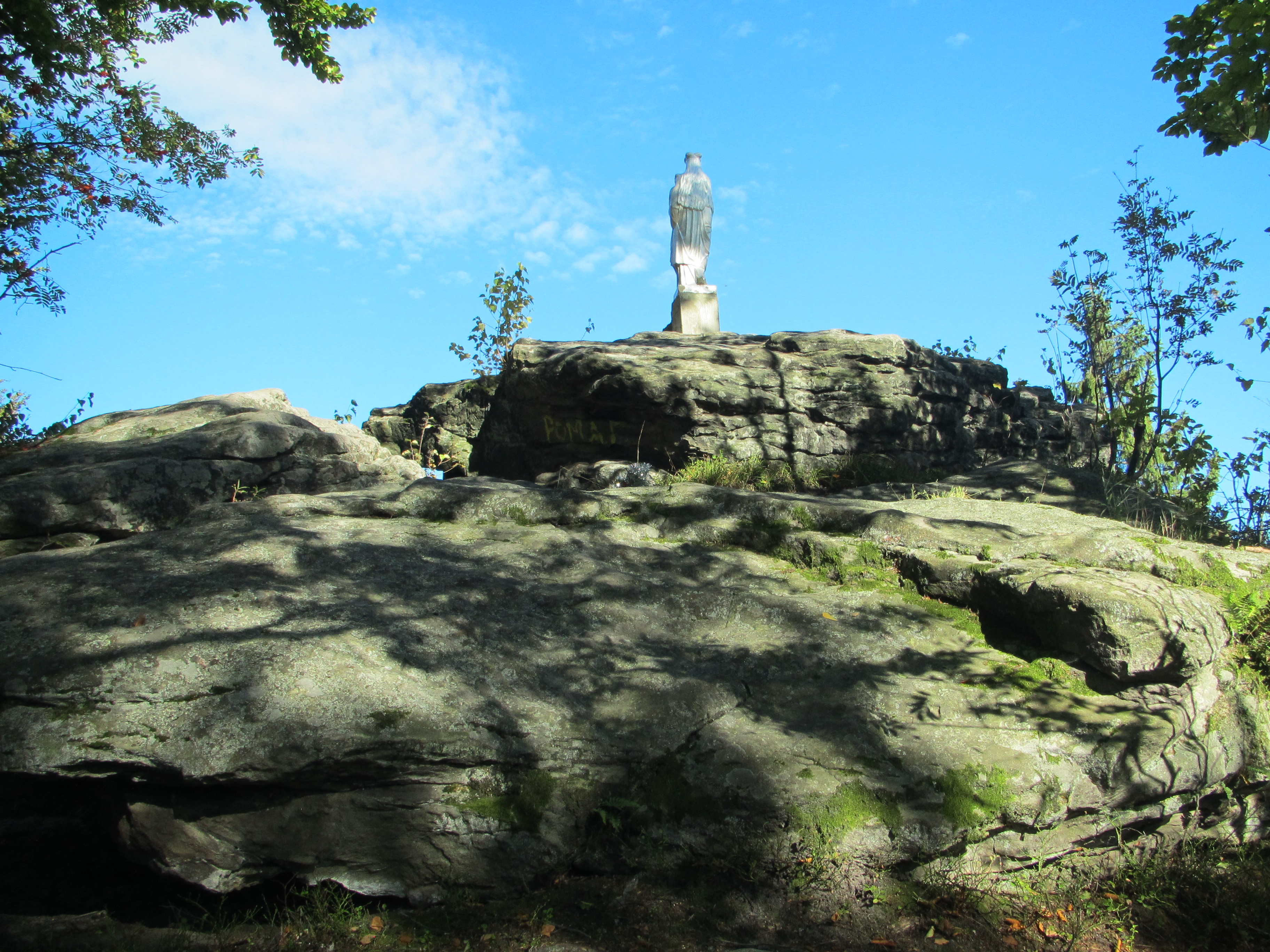
Ріпненський Камінь
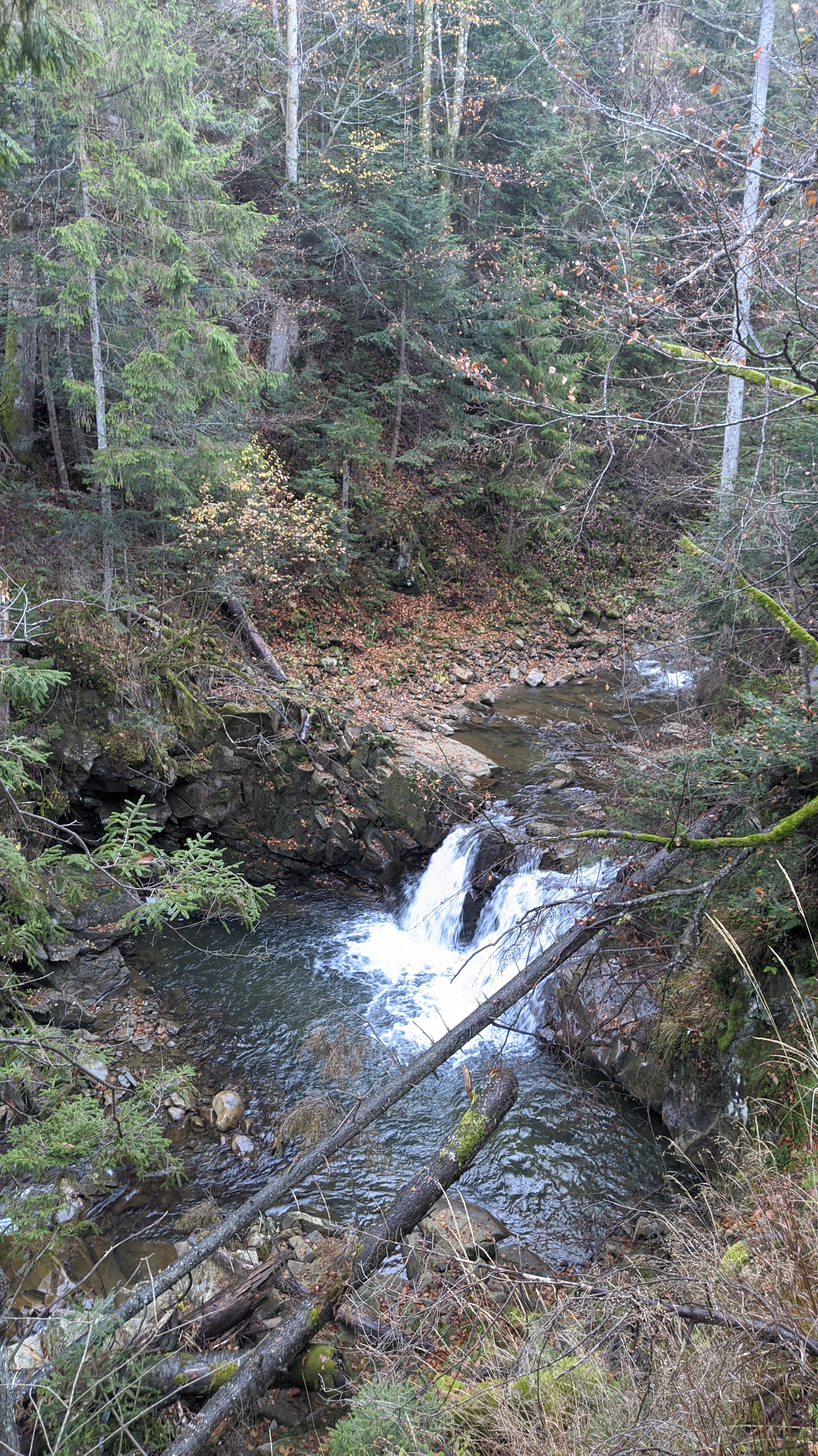
Водоспад Казарка
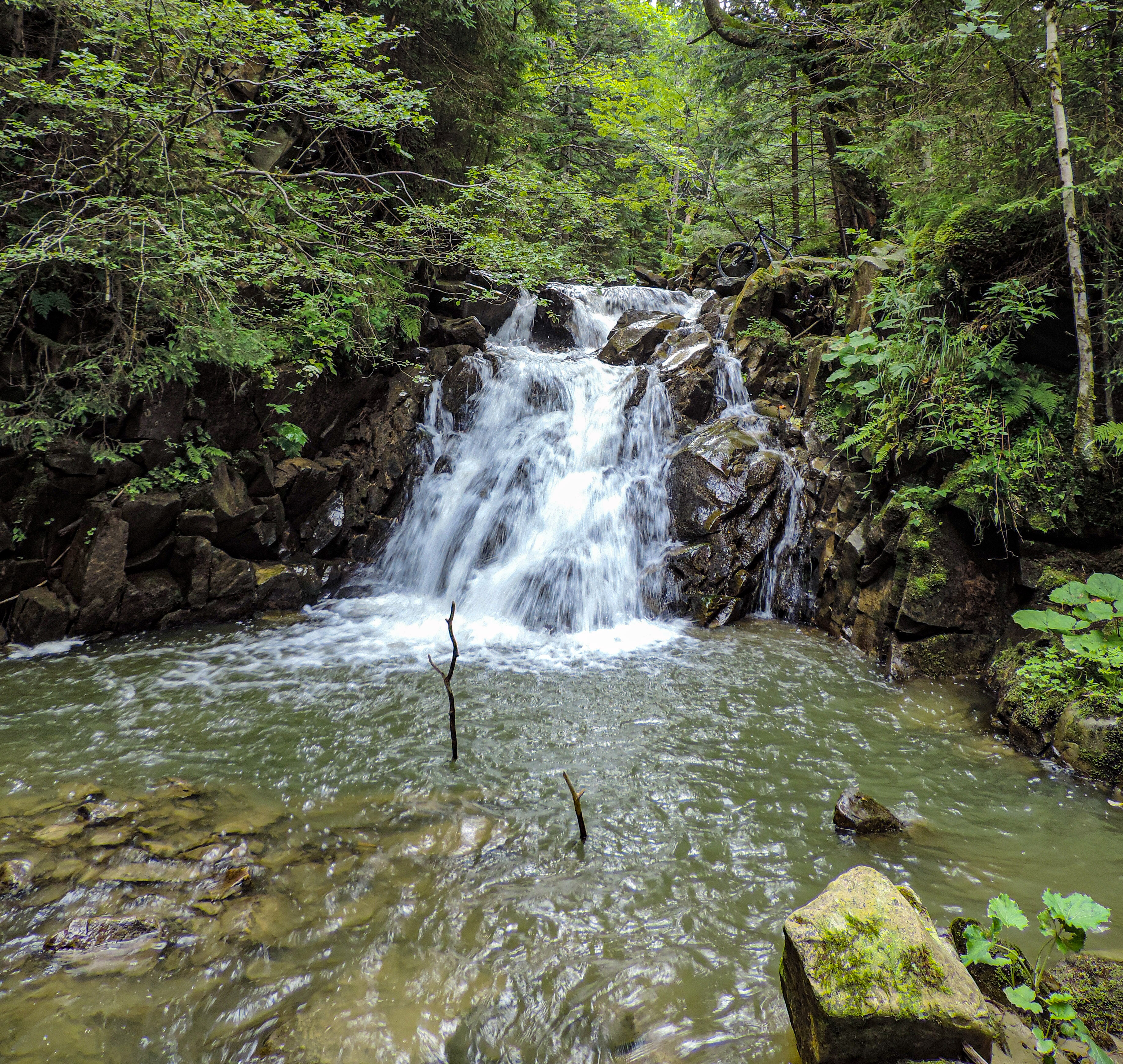
Водоспад Нова Казарка